# Christophe Mongardien
Christophe Mongardien, né le 9 janvier 1963, est un homme politique français. Suppléant de Maud Bregeon, députée de la treizième circonscription des Hauts-de-Seine depuis les élections législatives de 2022, il la remplace à l'Assemblée du 22 octobre 2024 au 13 janvier 2025 pendant sa nomination au gouvernement Michel Barnier.

## Biographie
Né le 9 janvier 1963, Christophe Mongardien est cadre et père de famille. Il exerce un métier d'ingénieur mais n'est pas diplômé ingénieur.
Il est conseiller municipal d'opposition à Antony sous l'étiquette « Antony en mouvement », et suppléant de Maud Bregeon pour les élections législatives de 2022, comme celles de 2024,.
Maud Bregeon ayant été nommée le 21 septembre 2024 au poste de porte-parole au sein du gouvernement Michel Barnier, il la remplace à l'Assemblée nationale le 22 octobre suivant conformément à l'article LO176 du Code électoral. Son mandat cesse le 13 janvier 2025.